# عبد القادر الهدهود
عبد القادر هدهود (24 ديسمبر 1977 - )، ممثل وملحن مصري من أم كويتية، يعمل كمعيد بالمعهد العالي للفنون الموسيقية.

## مشواره الفني
مطرب كويتي الجنسيه ، وبدأ مشواره الفني عام 1999 ومن ثم تعاقد مع شركة نبراس ليشارك كممثل في مسلسل دروب الشك مع الفنان محمد المنصور، وبعد ذلك توجه للغناء والتلحين وشارك بعدد من المسلسلات الأخرى وانطلقت شهرته في الكويت والخليج ، وفي عام 2007 شارك ببرنامج المسابقات ألبوم على قناة إم بي سي ضمن طاقم التدريب والإشراف على المشاركين، ومن هنا توسعت جماهيريته العربية بشكل كبير جداً.

## ألبوماته
- الحلم
- تدلل
- هي حالفة
- العمر